# Chiesa di San Martino (Campi Bisenzio)
La chiesa di San Martino è un luogo di culto cattolico di Campi Bisenzio situato nel quartiere San Lorenzo, nella parte occidentale del comune, oltre il fiume Bisenzio.

## Storia e descrizione
San Martino a Campi era la chiesa parrocchiale dell'omonimo quartiere fino alla sua unione a San Lorenzo. La sua caratteristica è di essere divisa dal Bisenzio da quasi tutto il suo territorio parrocchiale: ciò è dovuto ad una deviazione del corso del fiume, effettuata nel 1328 per eliminare una pericolosa ansa.
Sebbene di origine medievale, la chiesa non conserva quasi niente del suo aspetto originario, essendo stata sottoposta ad una vera e propria ricostruzione nel 1964, necessaria sia per gli ingenti danni di guerra che per la crescita della popolazione del quartiere, allora in pieno boom edilizio. Nel 1968 venne realizzato l'adeguamento liturgico del presbiterio su progetto di Carlo Cresti.
Negli anni novanta del XX secolo la parrocchia di San Lorenzo a Campi si è annessa il territorio e la popolazione della confinante parrocchia di San Martino ed ha assunto così il nome di Santi Lorenzo e Martino a Campi.

## Galleria d'immagini

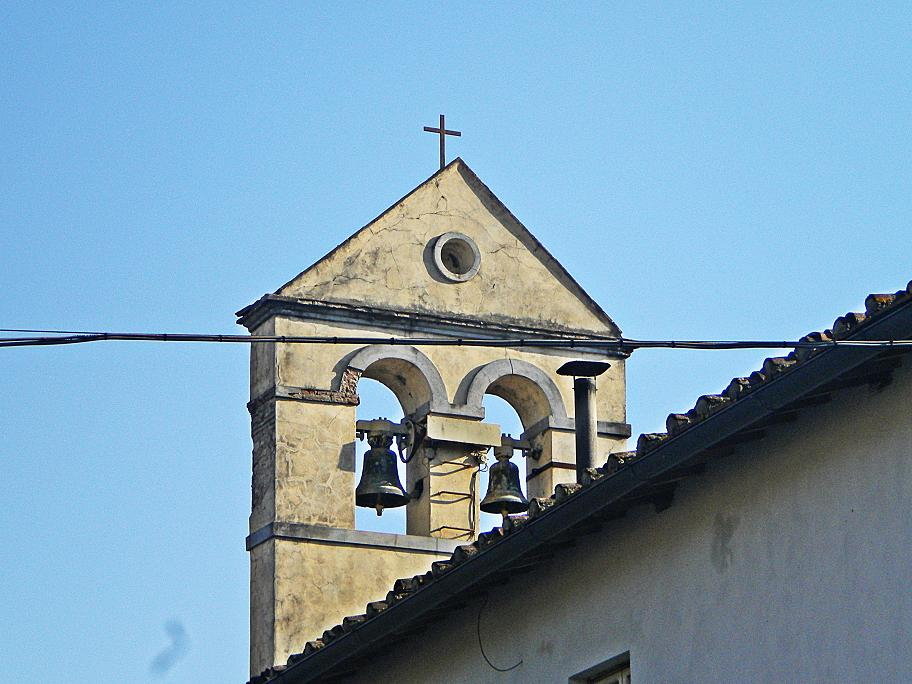
Campanile
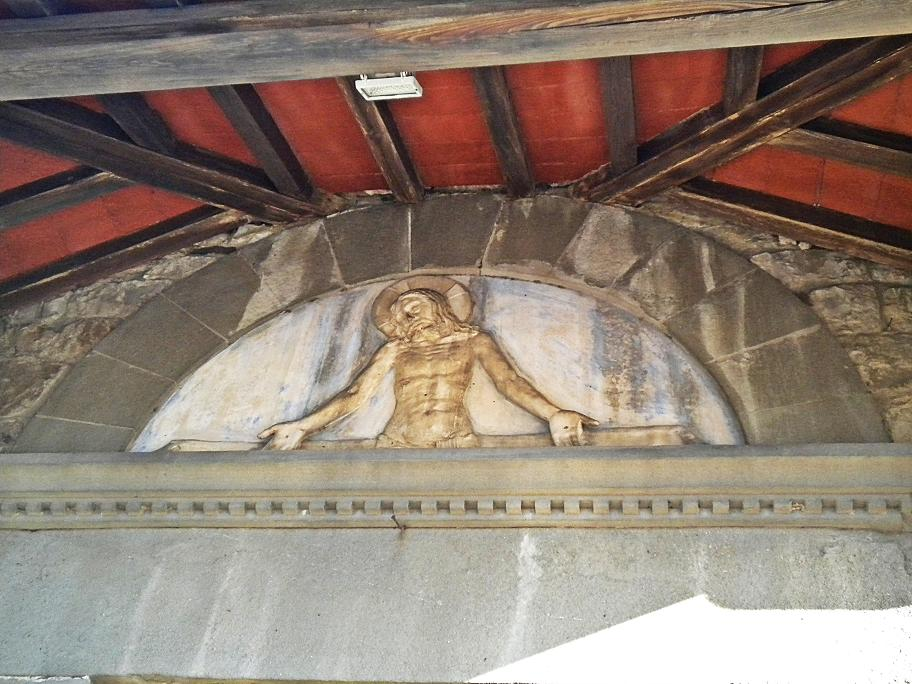
Lunetta del portale
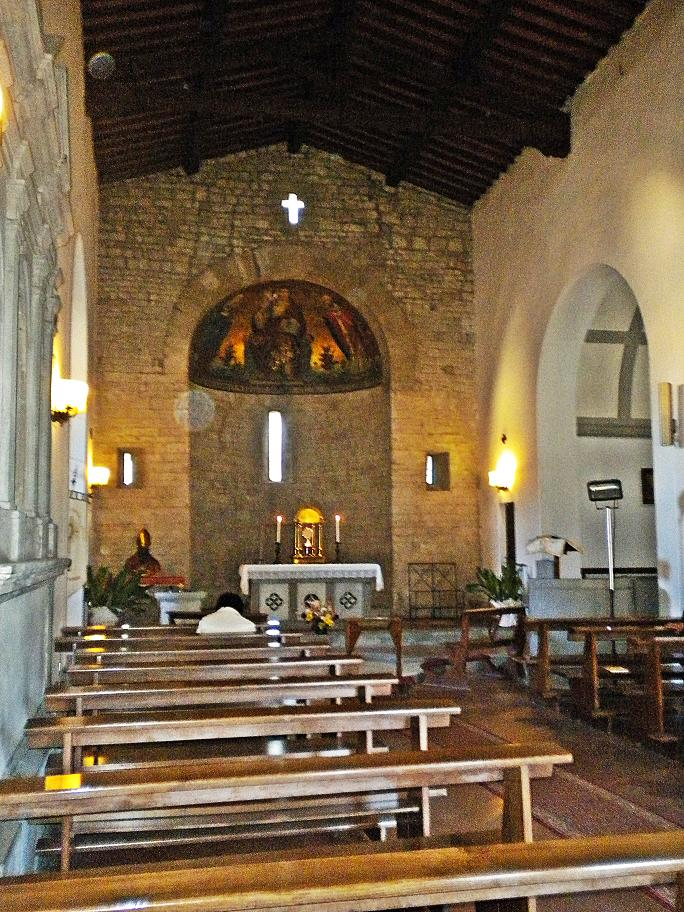
Interno
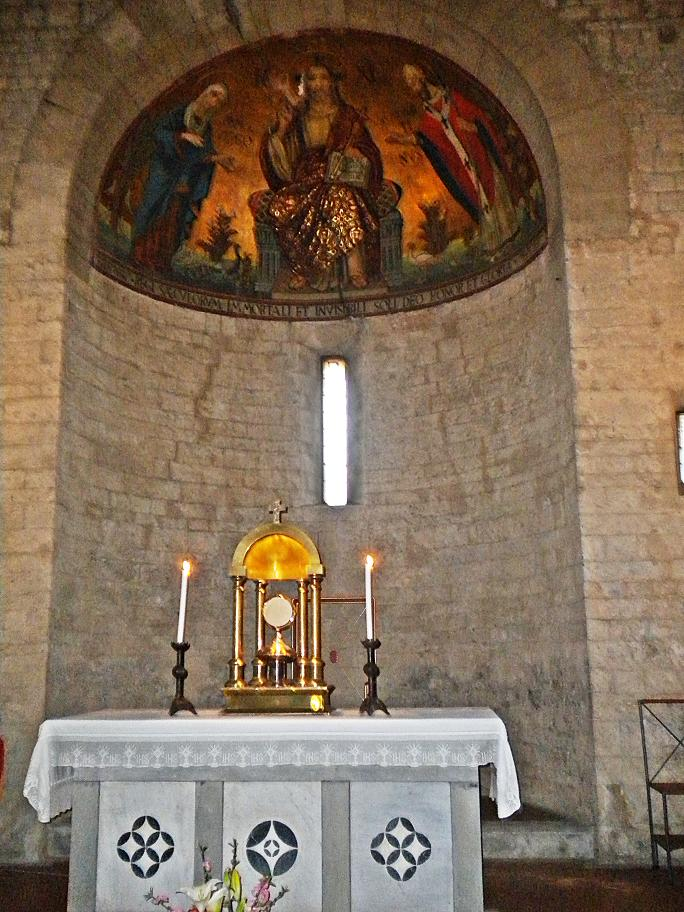
Altare maggiore e abside
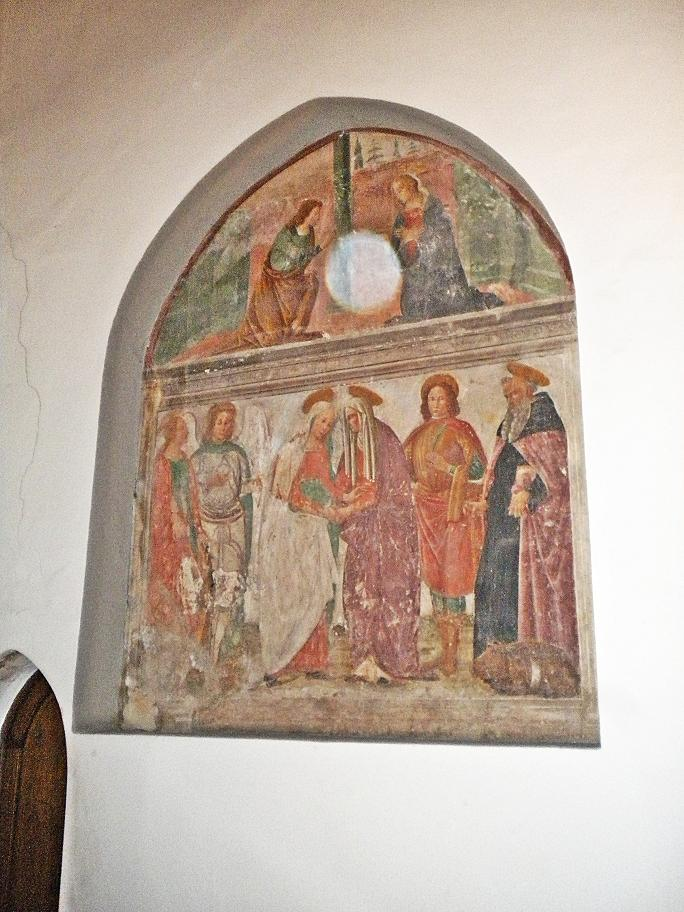
Annunciazione e Visitazione di Sebastiano Mainardi